# Скуратов, Юрий Ильич
Ю́рий Ильи́ч Скура́тов (род. 3 июля 1952, Улан-Удэ) — советский и российский учёный-правовед, юрист и политический деятель. Доктор юридических наук (1987 г.), профессор. С 2011 года — председатель Национального совета саморегулируемых организаций третейских арбитров и судей.
Генеральный прокурор Российской Федерации с 24 октября 1995 года по 19 апреля 2000 года (временно отстранён от должности 2 апреля 1999 года).

## Биография
Родился 3 июня 1952 года в Улан-Удэ Бурятской АССР в семье сотрудника МВД.
Окончил школу № 42 в Улан-Удэ, в 1968 поступил в Свердловский юридический институт, окончив его с отличием в 1973 году по специальности «Правоведение» и аспирантуру того же института в 1977 на кафедре государственного права; тогда же под научным руководством профессора Д. Н. Бахраха  досрочно защитил диссертацию на соискание учёной степени кандидата юридических наук по теме «Конституционное регулирование народного суверенитета в СССР (опыт систематизации основных институтов)».
В 1973—1974 годах служил во внутренних войсках в спецбатальоне милиции в Приморском крае.
С 1977 — преподаватель в Свердловском юридическом институте, позже доцент. С 1986 по 1989 — декан судебно-прокурорского факультета. Работал консультантом на юридическом факультете Гаванского университета (Куба). В 1987 году защитил диссертацию на соискание учёной степени доктор юридических наук по теме «Система социалистического самоуправления советского народа: проблемы теории и практики конституционно-правового регулирования», став самым молодым доктором юридических наук и профессором в СССР.
В 1989 году перешёл на работу в аппарат ЦК КПСС, где работал лектором отдела пропаганды, консультантом, заместителем заведующего отделом по законодательным инициативам и правовым вопросам.
Был членом КПСС вплоть до запрета партии в ноябре 1991 года.
С 1991 по 1993 года работал старшим консультантом по правовым вопросам руководителя Межреспубликанской службы безопасности СССР Вадима Бакатина, министра безопасности РФ Виктора Баранникова. Уволился из органов госбезопасности в звании полковника юстиции.
В 1993 году назначен директором НИИ проблем укрепления законности и правопорядка при Генеральной прокуратуре, вошёл в состав коллегии Генпрокуратуры.
Летом 1993 был членом Конституционного совещания, участвовал в разработке проекта Конституции РФ.

### Генеральный прокурор
В 1995—1999 годах — Генеральный прокурор Российской Федерации; 24 октября 1995 года был утверждён Советом Федерации после того, как эта должность длительное время после отставки А. И. Казанника оставалась вакантной.
В течение месяца после назначения Скуратова из рядов Генеральной прокуратуры РФ были освобождены от должности или вышли в отставку по собственному желанию руководители прокуратуры — выдвиженцы предыдущего генпрокурора Алексея Ильюшенко — Вильдан Узбеков и Олег Гайданов, и назначены на руководящие должности кандидатуры, выдвинутые Скуратовым (Юрий Чайка, Михаил Катышев, Александр Розанов). В феврале 1996 по постановлению Скуратова против Ильюшенко было возбуждено уголовное дело по подозрению в получении взятки и злоупотреблении служебным положением, и он был взят под стражу.
В декабре 1995 года Скуратов стал председателем Координационного совета генеральных прокуроров стран СНГ, сформированного на совещании руководителей прокуратур Содружества.
С ноября 1996 — член Временной чрезвычайной комиссии при Президенте РФ по укреплению налоговой и бюджетной дисциплины.
13 февраля 1997, выступая на заседании Совета Федерации, он заявил, что «общественность по сути обманывают, успокаивая, что борьба с преступностью ведётся. Но борьба с преступностью имитируется вместо того, чтобы реально заниматься ею». Он сказал, что действующая правительственная программа борьбы с преступностью не даёт положительных результатов, так как не обеспечена в финансовом отношении. Также, по его мнению, основной помехой деятельности прокуратуры являлась «недостаточная законодательная база».
После финансового кризиса 17 августа 1998 года, когда рухнула пирамида ГКО, Скуратов начал расследование деятельности 780 крупных государственных чиновников, которые подозревались в игре на рынке ГКО с использованием служебного положения. В числе официально названных подозреваемых были Анатолий Чубайс, другие «молодые реформаторы» (вице-премьер Серов, бывший министр иностранных дел Козырев, заместитель министра финансов Вавилов и другие), а также обе дочери Ельцина.
В октябре 1998 года, после получения от Генерального прокурора Швейцарии Карлы дель Понте сведений об отмывании денег в банке «Banco del Gottardo», по указанию Скуратова было возбуждено уголовное дело в отношении должностных лиц Управления делами президента России по подозрению в злоупотреблениях при заключении контрактов на реконструкцию Московского Кремля (ставшее известным как «дело Mabetex»). Утверждалось, что фирмы Mabetex и Mercata выплатили миллионы долларов США ряду российских государственных чиновников в качестве взяток за выгодные контракты — в частности, контракт на реставрационные работы в Московском Кремле.

### Отстранение
2 февраля 1999 года Скуратов направил президенту России прошение об отставке. Президент утвердил прошение и направил на голосование в Совет Федерации, к ведению которого, в соответствии с редакцией Конституции, действовавшей на тот момент, относилось назначение и освобождение от должности генерального прокурора.
17 марта 1999 года Совет Федерации отклонил прошение Скуратова об отставке. 
18 марта 1999 года по государственному телеканалу «РТР» (в рамках ночного выпуска программы «Вести») и некоторым зарубежным телеканалам был продемонстрирован документальный фильм «Трое в постели», где «человек, похожий на генерального прокурора» (формулировка, повторявшаяся в те дни многими изданиями и ставшая впоследствии крылатой фразой), занимается сексом с двумя женщинами.
Уголовное дело № 18/277041-99 возбуждено в отношении Скуратова Ю. И. 02 апреля 1999 года постановлением заместителя прокурора г. Москвы Росинского В. В. по признакам состава преступления, предусмотренного ч.1 ст. 285 УК РФ (злоупотребление должностными полномочиями). Основанием к возбуждению уголовного дела послужили поступившие в Федеральную службу безопасности РФ заявления граждан Максимовой О. В., Цхондия Л. Ю., Богачёвой Т. К., Дёмкиной С. В., Асташовой Н. Н., Агафоновой Н. П., Казаряна А. Г., а также две видеокассеты с записью интимной сцены между двумя женщинами и человеком, похожим на Генерального прокурора РФ Скуратова Ю. И.
2 апреля 1999 года Скуратов был отстранён от должности по указу президента Б. Н. Ельцина с формулировкой «на период расследования возбуждённого в отношении него уголовного дела». В ответ некоторые члены Совета Федерации заявили о том, что указ президента противоречит Конституции РФ. 
21 апреля 1999 года Совет Федерации повторно отклонил отставку Скуратова.
14 октября 1999 года Совет Федерации в третий раз отклонил отставку Скуратова.
1 декабря 1999 года Конституционный суд подтвердил право президента РФ отстранить генерального прокурора от должности.
В ходе следственных действий в организации секс-скандала в качестве главных подозреваемых фигурировали управделами Генпрокуратуры Крым-Гери Хапсироков, владелец НРБ банка Александр Лебедев и совладельцы «Уникомбанка» Сурен и Ашот Егиазарян. Было установлено, что именно Сурен Егиазарян неоднократно оплачивал услуги по организации «досуга» Скуратова в Москве и Сочи, а также являлся собственником бывшей конспиративной квартиры КГБ в доме № 3/9 по улице Большая Полянка, где была сделана скандальная запись.
Сам Скуратов утверждал, что запись была поддельной. Её качество не даёт возможности утверждать, что на ней запечатлён именно Скуратов. По утверждению Владимира Путина, который занимался расследованием этого дела, запись признавалась «предварительно подлинной».
По заключению специалиста экспертно-криминалистической лаборатории войсковой части 34435 (НИИ-2 ФСБ) устная речь изображённого на видеоплёнке мужчины, беседовавшего с женщиной, и устная речь Генерального прокурора РФ Скуратова Ю. И. принадлежат одному лицу.
Хотя юридического подтверждения подлинности записи так и не было получено, эта история вызвала широкий резонанс в СМИ.
Они в панике думали, чтобы такого сделать, чтобы я ушёл со своего поста, и выбрали этот способ.
 По утверждению журналиста Павла Шеремета, «Путин, как говорят люди из ближнего окружения Ельцина, отвечал за то, чтобы Скуратов тихо ушёл из Генпрокуратуры и не стал „мутить воду“».
Формально Скуратов был окончательно освобождён от должности Генерального прокурора 19 апреля 2000 года на основании соответствующего постановления Совета Федерации.
Скуратов впоследствии объяснял свое отстранение в первую очередь инициированным им расследованием дела Mabetex, делами по злоупотреблениям в «Аэрофлоте» и расследованием роли Центробанка в дефолте 1998 года.
У меня были миллионные гарантии в виде Совета Федерации, но они не устояли под натиском президента, который дал указание. И ночью в Кремле было незаконно возбуждено дело в отношение меня. Оно с позором завершилось ничем. Потому что там ничего не былоСкуратов в 2010 году в эфире «Эха Москвы»

### Отношения с командой Ельцина
По собственному утверждению, Скуратов, благодаря свердловским связям, «пришёл в Генеральную прокуратуру как сторонник Ельцина» и его окружения: 

Очевидно, обсуждая кандидатуру будущего Генерального прокурора, «серые кардиналы» из ельцинского окружения остановились на мне как на человеке в общем-то далёком от политических интриг и скандалов, занимающемся наукой, «книгочее», которым запросто можно будет руководить. Просчитались.— Юрий Скуратов, «Кремлёвские подряды. Последнее дело Генпрокурора».

### Участие в политической жизни после отставки
В 2000 году участвовал в выборах Президента России, получил 0,43 % голосов избирателей, участвовавших в выборах.
19 ноября 2001 года был избран представителем Народного хурала Бурятии в Совете Федерации, однако позже данное решение было отменено самим же Народным хуралом.
На выборах 2003 года пытался баллотироваться в Государственную Думу Российской Федерации по Бурятскому одномандатному округу № 9. Однако избирком республики отказался его регистрировать, ссылаясь на неточности в поданных документах.

### Текущая деятельность
В 2007 году Европейский суд по правам человека удовлетворил жалобу Скуратова на отказ регистрировать его в качестве кандидата на выборах в Госдуму.
Позднее возглавил фонд «Правовые технологии XXI века».
С 2011 года является также председателем Национального совета саморегулируемых организаций третейских арбитров и судей.
В 2013 году входил в состав Оргкомитета по подготовке и проведению памятных мероприятий, посвящённых 20-летию разгона Съезда народных депутатов и Верховного Совета РСФСР.
Профессор и заведующий кафедрой национального публичного и международного права Юридического факультета Российского государственного социального университета. Член ЦК КПРФ.

## Награды
- Действительный государственный советник юстиции Российской Федерации[35].
- Медаль им. А. Ф. Кони (1996)[2].
- Заслуженный юрист Российской Федерации (1996)[2].

## Семья
- Женат. Жена Елена — по специальности инженер-экономист[2].
  - Сын Дмитрий (род. 1976)[2] — окончил юридический факультет МГУ, юрист, кандидат юридических наук[36], по состоянию на 2013 год — управляющий директор фонда Marshall Capital Partners  Константина Малофеева[37].
  - Дочь Александра (род. 18 августа 1981)[2] — специалист по международному праву, кандидат юридических наук[38], доцент кафедры международного права Московского государственного института международных отношений, замужем за Александром Провоторовым, бывшим главой Ростелекома, с 29 мая 2013 года — генеральным директором и президентом компании «Tele2 Россия» (на тот момент собственность группы ВТБ), в семье трое детей[39][40].

## Книги
научные
- Леонова О. И., Скуратов Ю. И. Конституционные основы научного управления в системе местных Советов : Учебное пособие. — Свердловск: СЮИ, 1982. — 136 с.
- Скуратов Ю. И. Народный суверенитет развитого социализма: (Конституционные вопросы). — Красноярск: Изд-во Краснояр. ун-та, 1983. — 165 с.
- Скуратов Ю. И. Система социалистического самоуправления советского народа: проблемы конституционной теории и практики. — Свердловск: Изд-во Урал. ун-та, 1987. — 351 с.
- Скуратов Ю. И., Хышиктуев О. В. Вопросы задаёт избиратель. — Улан-Удэ: Бурятское книжное издательство, 1990. — 62 с. ISBN 5-7411-0483-5
- Скуратов Ю. И., Шафир М. А. Президентская власть в СССР / Правл. Всесоюз. о-ва «Знание», Всесоюз. центр юрид. всеобуча. — М.: Знание, 1991. — 53 с.
- Акты прокурорского надзора / [Авт.-сост. Скуратов Ю. И. и др.]; Под ред. Ю. И. Скуратова. — М. : Юристъ, 1997. — 277 с. (Res cottidiana).; ISBN 5-7975-0023-X
- Скуратов Ю. И. Современные проблемы развития судебной и правоохранительной системы Российской Федерации / М-во образования и науки Российской Федерации, Бурятский гос. ун-т, Юридический фак. — Улан-Удэ : Изд-во БГУ, 2012. — 31 с.
- Скуратов Ю. И. Евразийская природа России и некоторые современные проблемы развития государственно-правовых институтов / М-во образования и науки Российской Федерации, Бурятский гос. ун-т, юридический фак., Юридический фак. — Улан-Удэ : Изд-во БГУ, 2012. — 129 с. ISBN 978-5-9793-0484-7

литературно-художественные
- Скуратов Ю. И. Вариант дракона. — М.: Детектив-пресс, 2000. — 316 с. — ISBN 5-89935-007-5.
- Скуратов Ю. И. Кремлёвские подряды "МАБЕТЕКСА": последнее расследование Генерального прокурора России. — М.: Новый индекс, 2010. — 656 с. — ISBN 978-5-94268-036-7.
- Скуратов Ю. И. Кто убил Влада Листьева? — М.: Эксмо: Алгоритм, 2011. — 301 с. — ISBN 978-5-699-49462-0.
- Скуратов Ю. И. Путин — исполнитель злой воли. — М.: Алгоритм, 2012. — 253 с. — ISBN 978-5-4320-0059-0.
- Скуратов Ю. И. Кремлёвские подряды: последнее дело Генпрокурора. — М.: Алгоритм, 2012. — 590 с. — ISBN 978-5-4438-0010-3. (Расширенная версия книги «Вариант дракона»)
- Российское золото за рубежом: некоторые итоги поиска. — М. Новый индекс :2018. — ответственный редактор Ю. И. Скуратов (сборник статей)
- Скуратов Ю. И. Каменистая дорога прошлого. — М.: Вече, 2019. — 574, [1] с., [16] л. портр.; 21 см; ISBN 978-5-4484-1454-1
- Все великие о государстве и праве: катехизис юриста. — М.: Дашков и К, 2022.; ISBN 978-5-394-04868-5 (составитель)